# Biskupice u Luhačovic (železniční zastávka)
Biskupice u Luhačovic jsou železniční zastávka (dříve i nákladiště), která se nachází u jižního konce zástavby obce Biskupice v okrese Zlín. Leží v km 5,740 železniční trati Újezdec u Luhačovic – Luhačovice mezi zastávkou Polichno a stanicí Luhačovice.

## Historie
Zastávku otevřela společnost Lokalbahn Aujezd - Luhatschowitz (česky Místní dráha Újezdec-Luhačovice) 12. října 1905, tedy současně se zprovozněním tratě z Újezdce do Luhačovic. V letech 1939 až 1945 se pro zastávku používalo dvojjazyčné označení Biskupitz b/Luhatschowitz / Biskupice u Luhačovic.

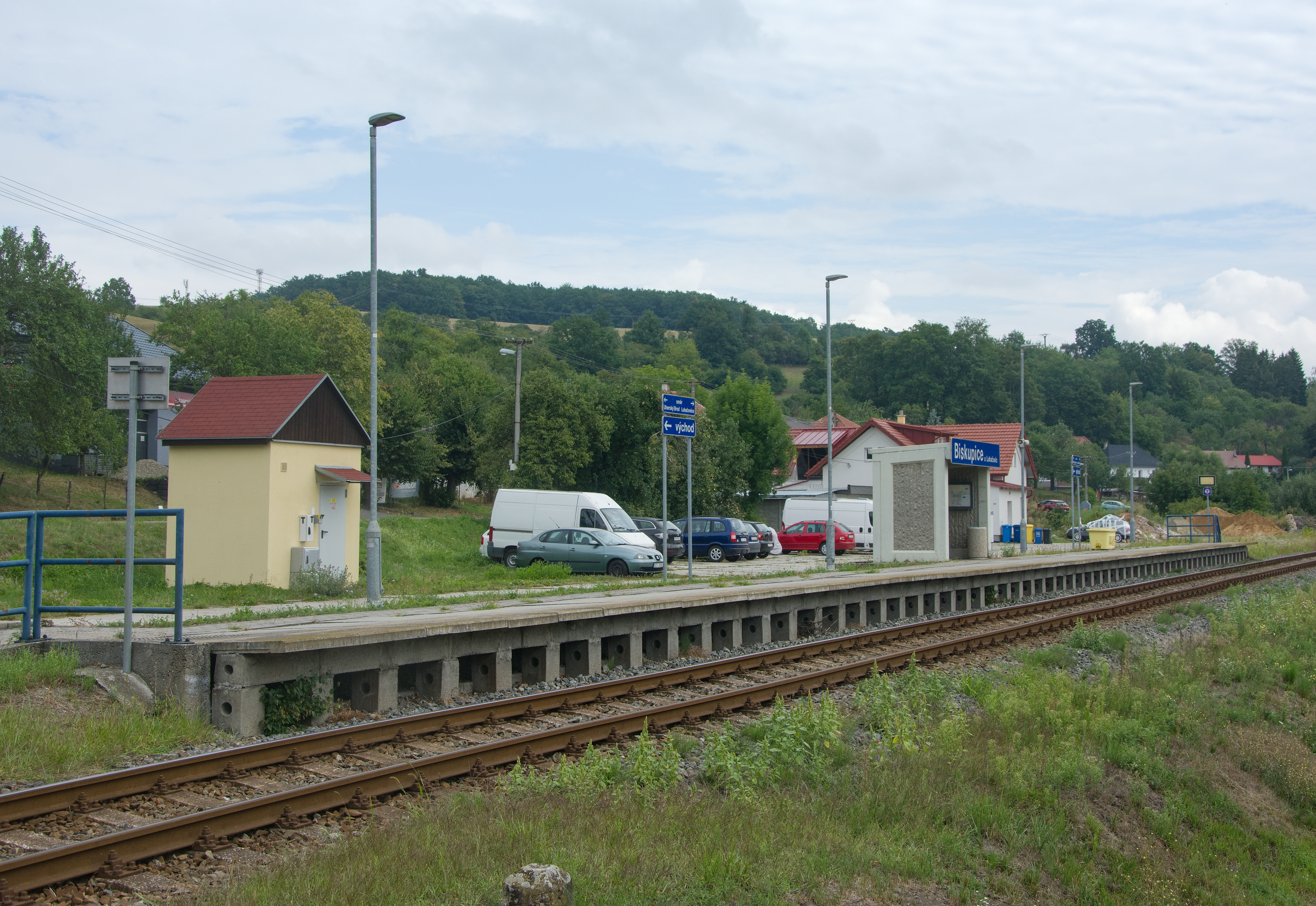
Celkový pohled na zastávku

Jednalo se původně o zastávku a nákladiště, to však bylo ještě před rokem 2006 zrušeno.

## Popis zastávky
V zastávce je u traťové koleje zřízeno vnější nástupiště s pevnou nástupní hranou o délce 60 metrů (nástupiště bylo na tuto délku zkráceno z původních 100 m, které byly v zastávce ještě v roce 2006), výška nástupní hrany se nachází 550 mm nad temenem kolejnice. Nástupiště se nachází vlevo ve směru jízdy do Luhačovic. Cestujícím slouží přístřešek. Osvětlení v zastávce se spíná počítačem, který využívá kombinaci astrálních hodin, fotobuňky a spínacích hodin. O jízdách vlaků jsou cestující informování pomocí rozhlasu, který je ovládán automaticky z CDP Přerov. Přístup na nástupiště i do přístřešku je bezbariérový.
V bezprostřední blízkosti zastávky se v km 4,510 nachází železniční přejezd P8040, který je vybaven světelným přejezdovým zabezpečovacím zařízením se závorami. Na tomto přejezdu kříží železniční trať silnice II/490.